# Rijpelberg (buurtschap)
Rijpelberg is een buurtschap in de gemeente Helmond in de Nederlandse provincie Noord-Brabant. De buurtschap ligt even ten noordoosten van de Helmondse wijk Rijpelberg, deze worden gescheiden door de N279.

## Historie
De oorsprong van Rijpelberg is een middeleeuws allodium dat gelegen was aan de rand van de Bakelse Aa. Later ontwikkelde het zich tot een buurtschap die bij de gemeente Bakel en bij de parochie Brouwhuis behoorde. In 1968 werd Rijpelberg geannexeerd door Helmond.
In de tweede wereldoorlog werd tussen Rijpelberg en de provinciale weg een 350 ha groot Brits militair vliegveld aangelegd. Het droeg de naam Vliegveld B.86 Helmond is van 9 januari 1945 tot 14 juli 1945 intensief gebruikt door vliegtuigen ter ondersteuning van de operatie Market Garden, operatie Grenade en de gecombineerde operaties Plunder en Varsity.
Hoofdplaats: Helmond

Wijken: Binnenstad · Helmond-Oost · Helmond-Noord · 't Hout · Brouwhuis · Helmond-West · Warande · Stiphout · Rijpelberg · Dierdonk · Brandevoort · Industriegebied Zuid

Buurtschappen: Berenbroek · Croy · De Weijer · Diepenbroek · Geeneind · Kloostereind · Kranenbroek · Kruisschot (Dierdonk) · Kruisschot (Stiphout) · Medevoort · Overbrug · Rijpelberg · Scheepstal 

Noord-Brabant: Steden en dorpen      Nederland: Provincies · Gemeenten